# Magnolia pterocarpa
Magnolia pterocarpa este o specie de plante din genul Magnolia, familia Magnoliaceae, descrisă de William Roxburgh. Conform Catalogue of Life specia Magnolia pterocarpa nu are subspecii cunoscute.